# Friedrich Weinreb
Pour les articles homonymes, voir Weinreb.
Friedrich Weinreb, né le 18 novembre 1910 à Lemberg, en Galicie autrichienne (devenue Lviv en Ukraine) et mort le 19 octobre 1988 à Zurich est un économiste, statisticien, écrivain et bibliste juif hassidique néerlandais. Il est connu pour avoir, lors de la seconde Guerre mondiale, entretenu des relations ambiguës avec les autorités d'occupation allemandes ce qui lui aurait permis d'organiser secrètement la fuite d'un certain nombre de juifs néerlandais. Lorsque sa filière d'évasion est découverte en 1944, il ne peut empêcher la déportation de certains des Juifs inscrits sur sa liste, ce qui lui vaut après la guerre d'être soupçonné de complicité avec les Allemands et emprisonné trois ans pour ce motif. Il s'ensuivra une polémique prolongée sur son rôle précis durant l'occupation des Pays-Bas dite « affaire Weinreb ».

## Biographie
Issue du judaïsme hassidique traditionnel d'Europe orientale, sa famille sous les menaces de la guerre trouve refuge à Vienne en 1916 d'où elle émigre aux Pays-Bas. Weinreb passe son enfance et sa jeunesse à Scheveningen, puis étudie l'économie à Vienne et à Rotterdam, où il se voit décerner un doctorat en 1938.

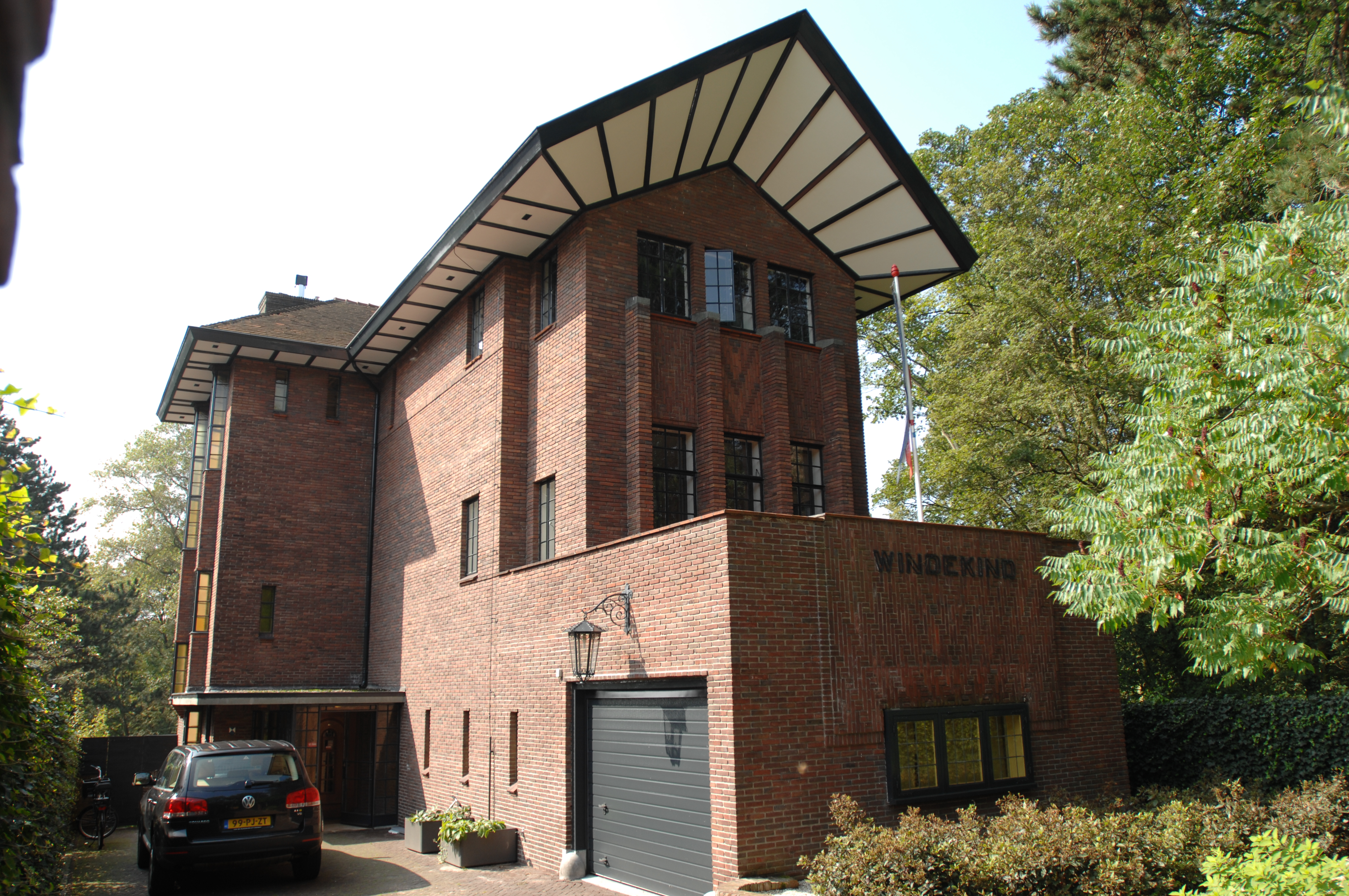
La villa Windekind à La Haye a servi de QG au service de sécurité de la SS. En septembre 1942, Friedrich Weinreb y aurait subi un interrogatoire au cours duquel il serait parvenu à mystifier l'agent de la SD Fritz Koch.

Durant la Seconde Guerre mondiale, il met en place une filière d'évasion pour les Juifs aux Pays-Bas occupés, selon lui dans les circonstances suivantes : en février 1942, sollicité par la communauté juive de La Haye, il ouvre un pseudo-bureau officiel de la Wehrmacht censé faciliter le regroupement des juifs avant leur déportation, le bureau Weinreb, ce qui lui permet de soustraire aux autorités allemandes un certain nombre de personnes inscrites sur une liste (la liste Weinreb) qui sont autorisées à émigrer, le paiement de leur inscription étant récupéré par Weinreb. Cependant, le 11 septembre 1942 il est lui-même arrêté par les Allemands et conduit le lendemain à la Villa Windekind, le quartier général de la Sicherheitsdienst (SD), où il est interrogé par un agent de la SD, Fritz Koch. Il parvient à sauver sa vie en inventant spontanément le nom d'un certain lieutenant-général Herbert Joachim von Schumann au haut commandement de la Wehrmacht à Berlin. Ce mensonge est rapidement détecté, mais interprété par Koch comme faisant partie d'un plus vaste complot, ce que Weinreb, cherchant à gagner du temps, va savoir exploiter. Le système parvient à se maintenir jusqu'en 1943, où des aveux de Weinreb obtenus sous la torture ne suffisent pas à convaincre Koch, qui reste persuadé que celui-ci cherche à protéger le pseudo-Schumann. Il est brièvement détenu au camp de Westerbork, où il apprend la mort de son fils David, mais finit par être relâché. Après quoi, force est de constater que la plupart des personnes que la liste Weinreb était censée protéger n'en avaient pas moins été arrêtées. Lorsque sa filière est finalement démantelée en 1944, il fuit son domicile de Scheveningen pour se cacher à Ede.

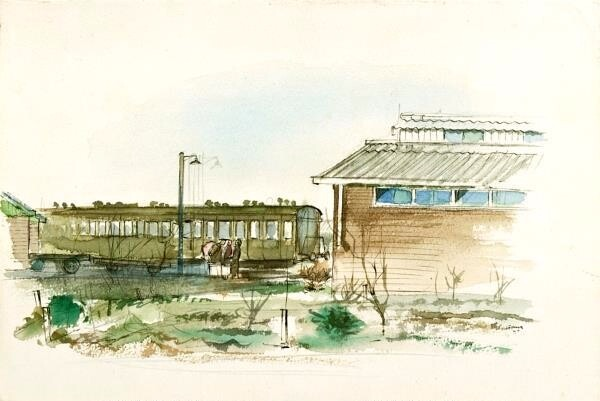
Le camp de Westerbork. Aquarelle de Leo Kok (1944).

Après la guerre, les autorités néerlandaises soupçonnent la filière d'avoir été totalement fictive et l'accusent de trahison et collaboration avec l'occupant allemand. Il est alors emprisonné pendant plus de 3 ans, de mi-1945 à fin 1948. C'est durant cette période qu'il commence à tenir des dossiers très complets sur des sujets biographiques et religieux. Dans ses mémoires publiés en 1969, il soutient que ses plans visaient en fait à donner aux Juifs un espoir de survie, qu'il avait permis a beaucoup d'entre eux d'abandonner leur attitude passive, et qu'il pensait que la libération des Pays-Bas interviendrait avant que ses « clients » ne soient déportés. Weinreb a déclaré avoir, par ses manœuvres à la fois « prudentes, courageuses et astucieuses », sauvé environ 1 500 Juifs hollandais de la mort dans les camps d'extermination nazis.

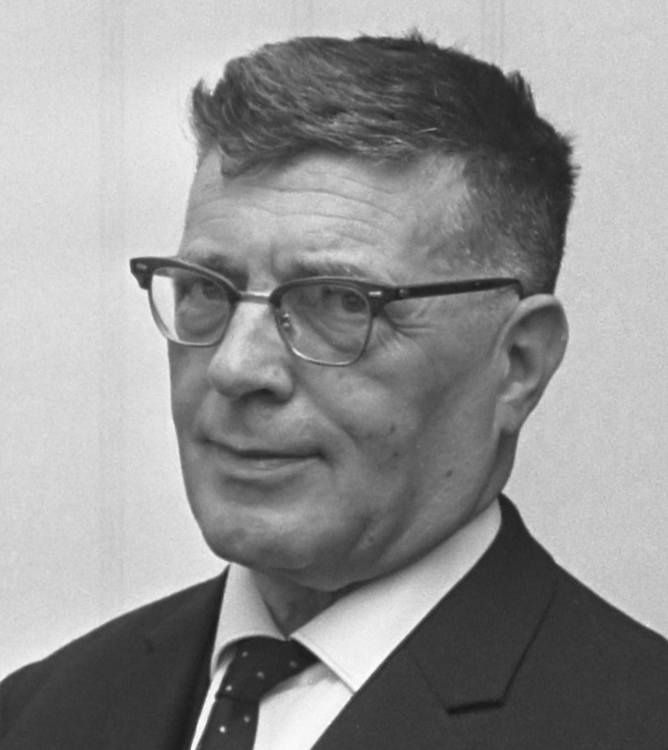
L'historien néerlandais Jacques (Jacob) Presser (1899-1970), auteur de (1965), qui tend à disculper Weinreb des accusations de collaborationnisme.

Après sa sortie de prison, Weinreb reste une personnalité très controversée aux Pays-Bas. Une étude commanditée par le gouvernement néerlandais, et réalisée en 1965 par l'historien Jacques Presser, permet d'abord de le réhabiliter, faisant de lui un héros et un bouc émissaire. Mais quelques années plus tard paraît un rapport du très respecté NIOD Instituut voor Oorlogs-, Holocaust- en Genocidestudies, dans lequel, sur la base de nombreux témoignages, les chercheurs établissent les preuves de sa complicité avec les Allemands pendant la guerre. Les partisans de Weinreb ont cependant toujours mis en doute ces accusations.

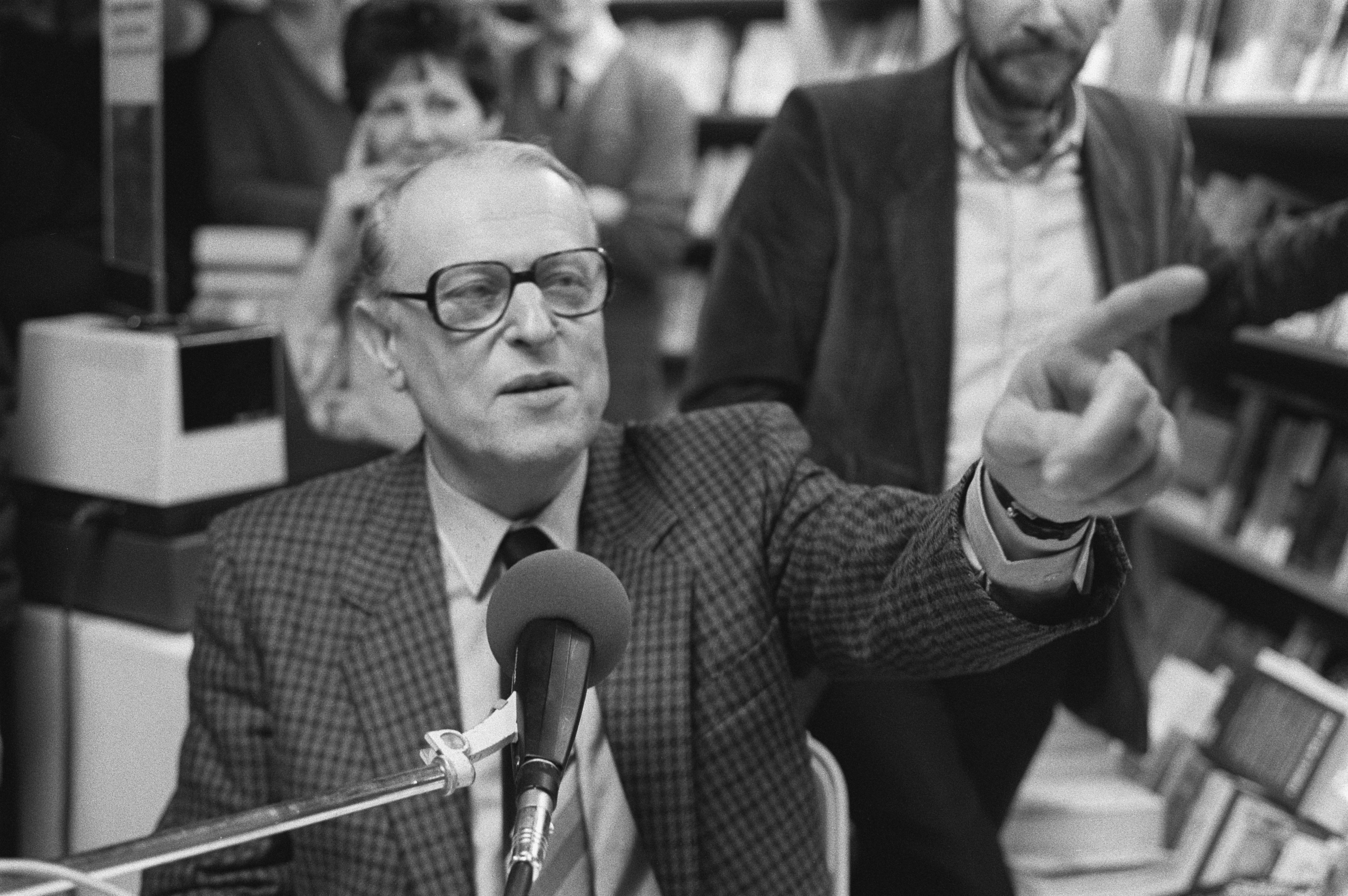
L'écrivain Willem Frederik Hermans (1921-1995), l'un des détracteurs de Weinreb, photographié en 1985.

Le débat sur sa culpabilité ou son innocence a été très vif aux Pays-Bas dans les années 1970, impliquant des écrivains connus comme Renate Rubinstein, qui a cherché à disculper Weinreb, et W.F. Hermans, qui le considère au contraire comme un imposteur. La polémique autour de sa personne est connue aux Pays-Bas sous le nom d'« affaire Weinreb ». Elle conduit Weinreb à quitter définitivement le pays en 1968.
Weinreb occupe de 1952 à 1968 des postes de professeur d'université en économétrie et statistique dans différents pays, d'abord de 1952 à 1956 en Indonésie, puis de 1958 à 1961 en Turquie. De 1961 à 1964 il est conseiller économique auprès des Nations Unies à Genève. Entre 1968 et 1970, il vit à Jérusalem, où il se tourne de manière plus approfondie qu'auparavant vers les thèmes religieux de la tradition juive. Ceci le conduit à donner une série de conférences en Europe, aux Pays-Bas, en Allemagne et surtout à Zurich, où paraissent également ses livres et articles devenus nombreux sur les traditions hassidiques et la Kabbale. À partir de 1970, il s'établit définitivement à Zurich où il se consacre à la transmission de cette tradition sur le mode narratif.
La controverse sur le rôle de Weinreb aux Pays-Bas ne prend pas fin avec sa mort, survenue en 1988. Dans une biographie publiée en 1997 par l'historienne néerlandaise Regina Grüter, Weinreb est dépeint comme souffrant de mythomanie, tandis que d'autres chercheurs interprètent son comportement pendant la guerre comme une forme de résistance à la persécution des Juifs et soulignent la valeur de ses écrits religieux dans la transmission des traditions mystiques juives.

## Œuvres de Weinreb sur la mystique juive
Les ouvrages de Weinreb sont au nombre d'une cinquantaine dont :
- De bijbel als schepping, Den Haag, 1963, achtste druk, Vught 2009  (ISBN 978-90-76564-30-2)
- Ik die verborgen ben. Oude overleveringen vertellen het geheim van het Esther-verhaal, Den Haag, 1967, derde druk, Vught 2010  (ISBN 978-90-76564-82-1)
- Het Leven van Jezus; een jodle visie op het Nieuwe Testament, Utrecht 1997, Servire,  (ISBN 90-6325-517-9)
- Schöpfung im Wort. Die Struktur der Bibel in jüdischer Überlieferung.  (ISBN 3-88411-028-4)
- Buchstaben des Lebens. Erzählt nach jüdischer Überlieferung.  (ISBN 3-88411-038-1)
- Zahl, Zeichen, Wort. Das symbolische Universum der Bibelsprache.  (ISBN 3-88411-031-4)
- Das jüdische Passahmahl und was dabei von der Erlösung erzählt wird.  (ISBN 3-88411-026-8)
- Die Astrologie in der jüdischen Mystik.  (ISBN 3-88411-012-8)
- Kabbala im Traumleben des Menschen.  (ISBN 3-424-01161-4)
- Innenwelt des Wortes im Neuen Testament. Eine Deutung aus den Quellen des Judentums.  (ISBN 3-88411-034-9)
- Die langen Schatten des Krieges (Autobiografie, 1989, 3 Bände).  (ISBN 3-88411-035-7)